# Las Supremes
 Las supremes  es el décimo séptimo capítulo de la quinta temporada de la serie dramática El ala oeste.

## Argumento
Tras la prematura muerte del juez conservador Owen Brady de la Corte Suprema, hay que elegir a un nuevo miembro para el puesto. El equipo de la Casa Blanca en principio se decanta por el moderado E. Bradford Shelton (interpretado por Robert Picardo) quien no termina de convencer al presidente.
A lo largo de la semana van apareciendo nuevos candidatos, pero pronto sale a escena una brillante jueza liberal que encandila a Josh: Evelyn Baker Lang (interpretada por Glenn Close). De todos modos su nombramiento será prácticamente imposible; rechazada por los republicanos tiene un complicado pasado: durante sus estudios universitarios tuvo un aborto, y sus ideales son demasiado progresistas.
En un momento determinado, Donna le ofrece unas galletas guardadas en una caja con fotos de dos gatos a Josh. Sus padres, ante la duda, se quedaron con ambos. Es entonces cuando encuentra una solución: concederá a los republicanos, en especial a la presidenta del Consejo del Poder Judicial Lisa Wolfe, la oportunidad de elegir al sustituto del fallecido, también de corte conservador, a cambio de la nominación como primera Presidente de la Corte Suprema, a Evelyn Baker Lang.
Mientras Andy Wyatt, ante la desesperación de Toby decide irse en misión diplomática a Oriente Medio. En el despacho de este, discuten sobre la implicación familiar con sus hijos que debe tener el director de Comunicaciones de la Casa Blanca. Terminando la semana, queda por solventar un último escollo para los nombramientos: el juez conservador Christopher Mulready (interpretado por William Fichtner) es el elegido para el puesto, oponiéndose frontalmente los demócratas liderados por el senador Roland Pierce (interpretado por Mitchell Ryan), tío del becario de Josh, Ryan Pierce. 
Gracias a las tretas de este último convencerán al veterano político de izquierdas, y ambos jueces serán nominados para sus respectivos cargos. El viernes, poco antes del anuncio de prensa, una emocionada Evelyn Baker Lang firmará una Constitución a Toby, quien lo guardará para entregársela a su hija el día de mañana. En concreto, lo hará debajo de la  Decimocuarta_Enmienda.

## Curiosidades
- El título del episodio está sacado de un comentario del becario Ryan Pierce, cuando se refiere al baile de candidatos para la Corte Suprema como Las Supremes, grupo femenino de los 60 y 70 liderado por Diana Ross. La analogía es brillante, por cuanto este grupo vio modificado su composición en varias ocasiones.[1]

- Durante la producción del episodio se cometió un error, puesto que no se hace referencia a ningún juez de izquierdas excepto el presidente de Corte Suprema. Sin embargo el Presidente Barlet ya había nominado a un juez liberal, Roberto Mendoza, como ya se vio en varios episodios anteriores.[1]

## Premios
- El Ala Oeste: Nominada a la mejor Serie Dramática en los Premios Emmy.[1]

## Enlaces
- Enlace al Imdb
- Guía del Episodio (en inglés)